# (5203) Pavarotti
(5203) Pavarotti – planetoida z pasa głównego asteroid okrążająca Słońce w ciągu 3 lat i 125 dni w średniej odległości 2,23 j.a. Została odkryta 27 września 1984 roku w Obserwatorium Kleť w pobliżu Czeskich Budziejowic przez Zdeňkę Vávrovą. Nazwa planetoidy pochodzi od Luciano Pavarottiego (1935-2007), włoskiego śpiewaka operowego. Przed nadaniem nazwy planetoida nosiła oznaczenie tymczasowe (5203) 1984 SF1.